# Diamonds – Her Greatest Hits
Diamonds – Her Greatest Hits – czwarty album niemieckiej piosenkarki C.C. Catch wydany w czerwcu 1988 roku przez Hansa Records. Płyta to w sporym stopniu składanka wydanych już wcześniej nagrań artystki, w jej skład wchodzą tylko 3 nagrania premierowe. Wydanie albumu poprzedził singel „House of Mystic Lights”.

## Lista utworów

### Wydanie na płycie CD[1]
| Nr  | Tytuł utworu                                        | Długość |
| --- | --------------------------------------------------- | ------- |
| 1.  | „House Of Mystic Lights (Long Version – Dance Mix)” | 4:08    |
| 2.  | „Are You Man Enough”                                | 3:27    |
| 3.  | „’Cause You Are Young”                              | 3:00    |
| 4.  | „Don’t Shoot My Sheriff Tonight (Bonus Track)”      | 3:05    |
| 5.  | „Heartbreak Hotel”                                  | 3:34    |
| 6.  | „Soul Survivor”                                     | 3:23    |
| 7.  | „Stangers By Night”                                 | 3:43    |
| 8.  | „I Can Lose My Heart Tonight”                       | 3:50    |
| 9.  | „Heaven And Hell”                                   | 3:38    |
| 10. | „Do You Love As You Look (Bonus Track)”             | 3:30    |
| 11. | „House Of Mystic Lights (Radio Swing Mix)”          | 3:02    |
| 12. | „Heartbreak Hotel (Room 69 Mix)”                    | 4:55    |
| 13. | „Strangers By Night (Extended Version)”             | 5:41    |
| 14. | „I Can Lose My Heart Tonight (Extended Club Remix)” | 5:53    |
|     |                                                     | 54:49   |

- Nagrania „House Of Mystic Lights”, „Don’t Shoot My Sheriff Tonight” i „Do You Love As You Look” to nagrania premierowe.
- Nagrania „House Of Mystic Lights (Radio Swing Mix)”, „Heartbreak Hotel (Room 69 Mix)”, „Strangers By Night (Extended Version)” i „I Can Lose My Heart Tonight (Extended Club Remix)” to nagrania bonusowe dostępne wyłącznie na wydaniu CD.

### Wydanie na płycie winylowej[2]
| Strona A | Strona A                                            | Strona A |
| Nr       | Tytuł utworu                                        | Długość  |
| -------- | --------------------------------------------------- | -------- |
| 1.       | „House Of Mystic Lights (Long Version – Dance Mix)” | 4:08     |
| 2.       | „Are You Man Enough”                                | 3:27     |
| 3.       | „’Cause You Are Young”                              | 3:00     |
| 4.       | „Don’t Shoot My Sheriff Tonight (Bonus Track)”      | 3:05     |
| 5.       | „Heartbreak Hotel”                                  | 3:34     |
|          |                                                     | 17:14    |

| Strona B | Strona B                                | Strona B |
| Nr       | Tytuł utworu                            | Długość  |
| -------- | --------------------------------------- | -------- |
| 1.       | „Soul Survivor”                         | 3:23     |
| 2.       | „Strangers By Night”                    | 3:43     |
| 3.       | „I Can Lose My Heart Tonight”           | 3:50     |
| 4.       | „Heaven And Hell”                       | 3:38     |
| 5.       | „Do You Love As You Look (Bonus Track)” | 3:30     |
|          |                                         | 18:04    |

- Nagrania „House Of Mystic Lights”, „Don’t Shoot My Sheriff Tonight” i „Do You Love As You Look” to nagrania premierowe.

## Listy przebojów (1988)
| Państwo                | Najwyższe miejsce |
| ---------------------- | ----------------- |
| Hiszpania (AFYVE)      | 25                |
| Niemcy (Media Control) | 43                |

## Autorzy[5]
- Muzyka: Dieter Bohlen
- Autor tekstów: Dieter Bohlen
- Śpiew: C.C. Catch
- Producent: Dieter Bohlen
- Aranżacja: Dieter Bohlen
- Współproducent: Luis Rodríguez